# Winter van 1739-1740
De winter van 1739–1740 was in de Nederlanden een zeer koude winter. In Zwanenburg kwam de temperatuur tussen 4 januari en 31 januari niet boven het vriespunt uit. Het zwaartepunt van de koude viel in de periodes tussen 6 en 16 januari, 27 en 30 januari en 21 en 25 februari 1740.

## Verloop
Op 4 november was de Dinkel al bevroren zodat men daar al over het ijs kon gaan. December 1739 was in de Nederlanden een relatief zachte maand. Regelmatig viel er regen en alleen rond de 12e was het even wat kouder, waarbij er sneeuw viel doordat de wind de oosthoek even opzocht. December was echter een zachte maand met 3,7 graden gemiddeld, zeker voor die tijd. Op tweede kerstdag draaide de wind naar het oosten en werd er wat koudere en heldere lucht aangevoerd, waarin het 's nachts licht ging vriezen. Januari begon kouder met een temperatuur die enkele graden boven nul lag. Op 4 januari begon de dag met regen, die in de loop van de dag overging in sneeuw. De wind draaide van het westen, via het noorden naar het oosten en daarmee begon eigenlijk de winter van 1740. Er volgde een zeer koude periode, die haar hoogtepunt had rond de 10e toen het kwik vier dagen achterelkaar niet boven de –10 wist uit te komen. De wind kwam vanaf de 4e tot en met de 13e constant uit het oosten. Op 11 januari vroor het zo hard dat zelfs de inkt in de pen en de kranen bevroren. Ook bevroor in sommige plaatsen het brood.
Na 13 januari werd het wat wisselvalliger maar het bleef wel koud. De temperatuur kwam vrijwel niet boven nul en er viel regelmatig sneeuw. De hele Zuiderzee vroor dan ook dicht. Op 20 januari gingen 4 mannen vanuit Stavoren te voet naar Enkhuizen over het ijs. Op de terugweg stierven 2 van hen vanwege de extreme kou, de andere twee kwamen met bevroren ledematen in Stavoren aan. Enkele dagen later vertrok men vanuit Friesland in de richting Noord-Holland met paard en slede. Meerderen durfden de tocht aan en het werd druk op het ijs van de Zuiderzee. Op 17 februari kwamen er 39 arresleden uit Holland aan in Stavoren. Duizenden mensen maakten de tocht per schaats en zorgden voor zeer sfeervolle taferelen. Op straat en wegen vond men echter veel doodgevroren mensen, chirurgijns hadden het druk met het afzagen van bevroren ledematen. Koeien en schapen stierven bij bosjes evenals herten, wilde zwijnen, konijnen en hazen, zelfs vogels vielen dood uit de bomen. Ook de visstand had zwaar te lijden van deze extreem strenge winter. Reizigers in diligences kwamen doodgevroren aan op de plaats van bestemming. Net zoals in 1709 spleten de eikenbomen open.
Februari was een echte kwakkelmaand. Het bleef wisselvallig met veel regen en sneeuw totdat een draaiing van de wind op 24 februari zeer koude lucht aanvoerde. Het bleef die dag 10 graden vriezen. Pas op 10 maart van dat jaar brak de dooi aan en was deze winter voorbij.
In onder Zwanenburg zijn er deze winter onder andere temperatuurmetingen gedaan. Er werd driemaal daags gemeten om 7, 12 en 22 uur en vanuit de hoogste en laagste temperatuurwaarden op deze tijden zijn de etmaalgemiddelde temperaturen berekend. De winter had in Zwanenburg een geschat koudegetal van 213. November was met 0,9 graden gemiddeld extreem koud, december was met 3,7 graden (vrij) zacht. Januari en februari waren zeer koud met -4,5 en -2,5 graden gemiddeld. Maart was ook koud met 2,0 graden gemiddeld. Daarnaast was 1740 het koudste jaar sinds de metingen in Nederland in 1706 begonnen, 1740 had een jaargemiddelde temperatuur van 6,5 graden gemiddeld. Ook de andere drie seizoenen waren extreem koud alhoewel september en december relatief normaal waren. Op 1 en 7 mei was er nog sneeuw waar te nemen. Voor het bestaan van het KNMI bestonden er geen vaste eisen voor het doen van temperatuurmetingen, daarom zijn de waarden van voor het bestaan van het KNMI niet één op één vergelijkbaar met die van het KNMI. Desondanks geven ze toch een goed beeld van hoe het weer toen geweest moest zijn.

## In andere landen
Ook in andere landen was deze winter streng. In Ierland veroorzaakte de strenge winter hongersnood in 1740-1741.